# 納伊夫·哈扎齊
納伊夫·哈扎齊（英文：Naif Ahmad Hazazi）生于1989年1月11日， 是沙特阿拉伯著名的前锋球员。2008年年仅19岁的他便入选了国家队，并在2012年亚足联冠军联赛上攻破过广州恒大的球门。

## 足球风格
哈扎齐在其年轻的时候，其足球天分即可比肩成年队员，因此在其年仅19岁时便成为了国家队和国奥队的主力球员。其技术特点可与科特迪瓦的德罗巴比肩， 他的头球能力很强，很多球队都见识过其强大的头球威力。 他的精神力很强，永不放弃的决心和毅力值得称赞。
哈扎齐于2008年11月8日沙特阿拉伯主场对阵泰国队的友谊赛中第一次首发，并依靠他唯一的进球1:0击败了泰国队。3天后他又在对阵巴林队的比赛中大放异彩，独中两球。2009年8月30日，在主场对阵马来西亚的比赛中，哈扎齐因为十字韧带损伤被迫离开赛场。
哈扎齐也曾经攻破过中国队以及来自中国足球俱乐部的大门。2009年客场对阵中国队的比赛中，他首次攻破中国队的大门。2012年9月18日他代表的伊蒂哈德在2012年亚足联冠军联赛四分之一决赛，主场对阵广州恒大中，他在下半场用漂亮的头球反超了比分。2013年2月6日2015年亚洲杯足球赛外围赛，沙特国家队主场对阵中国的比赛中，他抢在中国球员身前垫射攻破了城池。

## 国家队进球纪录
| #  | 日期           | 比赛地             | 对手           | 即时比分 | 比分 | 比赛性质                 |
| -- | -------------- | ------------------ | -------------- | -------- | ---- | ------------------------ |
| 1  | 2008年11月8日  | 利雅得, 沙特阿拉伯 | 泰國           | 1–0      | 1–0  | 友谊赛                   |
| 2  | 2008年11月11日 | 利雅得, 沙特阿拉伯 | 巴林           | 2–0      | 4–0  | 友谊赛                   |
| 3  | 2008年11月11日 | 利雅得, 沙特阿拉伯 | 巴林           | 3–0      | 4–0  | 友谊赛                   |
| 4  | 2009年3月28日  | 德黑兰, 伊朗       | 伊朗           | 1–1      | 2–1  | 2010年世界杯外围赛       |
| 5  | 2009年4月1日   | 利雅得, 沙特阿拉伯 | 阿联酋         | 3–2      | 3–2  | 2010年世界杯外围赛       |
| 6  | 2009年6月4日   | 天津, 中国         | 中华人民共和国 | 3–1      | 4–1  | 友谊赛                   |
| 7  | 2011年11月11日 | 利雅得, 沙特阿拉伯 | 泰國           | 1–0      | 3–0  | 2014年世界杯外围赛       |
| 8  | 2012年2月24日  | 墨尔本, 澳大利亚   | 新西兰 (二队)  | 6–0      | 6–0  | 友谊赛                   |
| 9  | 2013年2月6日   | 达曼, 沙特阿拉伯   | 中华人民共和国 | 2–1      | 2–1  | 2015年亚洲杯足球赛外围赛 |
| 10 | 2013年3月17日  | 莎阿南, 马来西亚   | 马来西亚       | 3–1      | 4–1  | 友谊赛                   |
| 11 | 2013年9月9日   | 利雅得, 沙特阿拉伯 | 千里達及托巴哥 | 1–2      | 1–3  | 友谊赛                   |
| 12 | 2014年10月10日 | 吉达, 沙特阿拉伯   | 乌拉圭         | 1–1      | 1–1  | 友谊赛                   |
| 13 | 2014年11月6日  | 达曼, 沙特阿拉伯   | 巴勒斯坦       | 1–0      | 2–0  | 友谊赛                   |
| 14 | 2014年12月30日 | 墨尔本, 澳大利亚   | 巴林           | 1–2      | 1–4  | 友谊赛                   |
| 15 | 2015年1月14日  | 墨尔本, 澳大利亚   |                | 1–1      | 4–1  | 2015年亚洲杯足球赛       |